# Abarth Punto Evo
La Abarth Punto Evo è un'autovettura allestita dalla Abarth e realizzata sulla base della Fiat Punto Evo a sua volta su stessa carrozzeria e pianale della Fiat Grande Punto; prodotta dal 2010 al 2012 e come Abarth Punto allestita sulla base Fiat Punto dal 2012 al 2014.

## Profilo e storia
L'Abarth Punto Evo è prodotta sulla stessa linea di Melfi, dove fino ad aprile 2010 veniva assemblata la Abarth Grande Punto. La nuova nata Abarth ha linee molto differenti dalla precedente Punto, maggiore potenza ed estetica più evoluta. Anche per essa è stato presentato il kit di elaborazione esseesse. La Abarth Punto Evo da giugno 2010 ha preso il posto della Abarth Grande Punto e ad aprile 2012 è stata aggiornata e denominata Abarth Punto. Nel 2014 l'autovettura è uscita di produzione e non è più disponibile sul sito ufficiale Abarth. La Abarth Punto ritorna per il mercato indiano l'anno dopo, questa volta però non è basata sulla versione a tre porte, ma sulla Fiat Punto Evo indiana (derivante dalla Grande Punto), la quale è invece disponibile solo con carrozzeria a cinque porte.

## Contesto ed estetica
La Abarth Punto Evo nasce da una rielaborazione tecnica ed estetica della base Fiat Punto Evo. Lo stesso intervento era stato fatto per il modello precedente, la Grande Punto Abarth, ma in questa nuova interpretazione l'estetica è stata molto più modificata e a livello motoristico i cavalli sono aumentati.

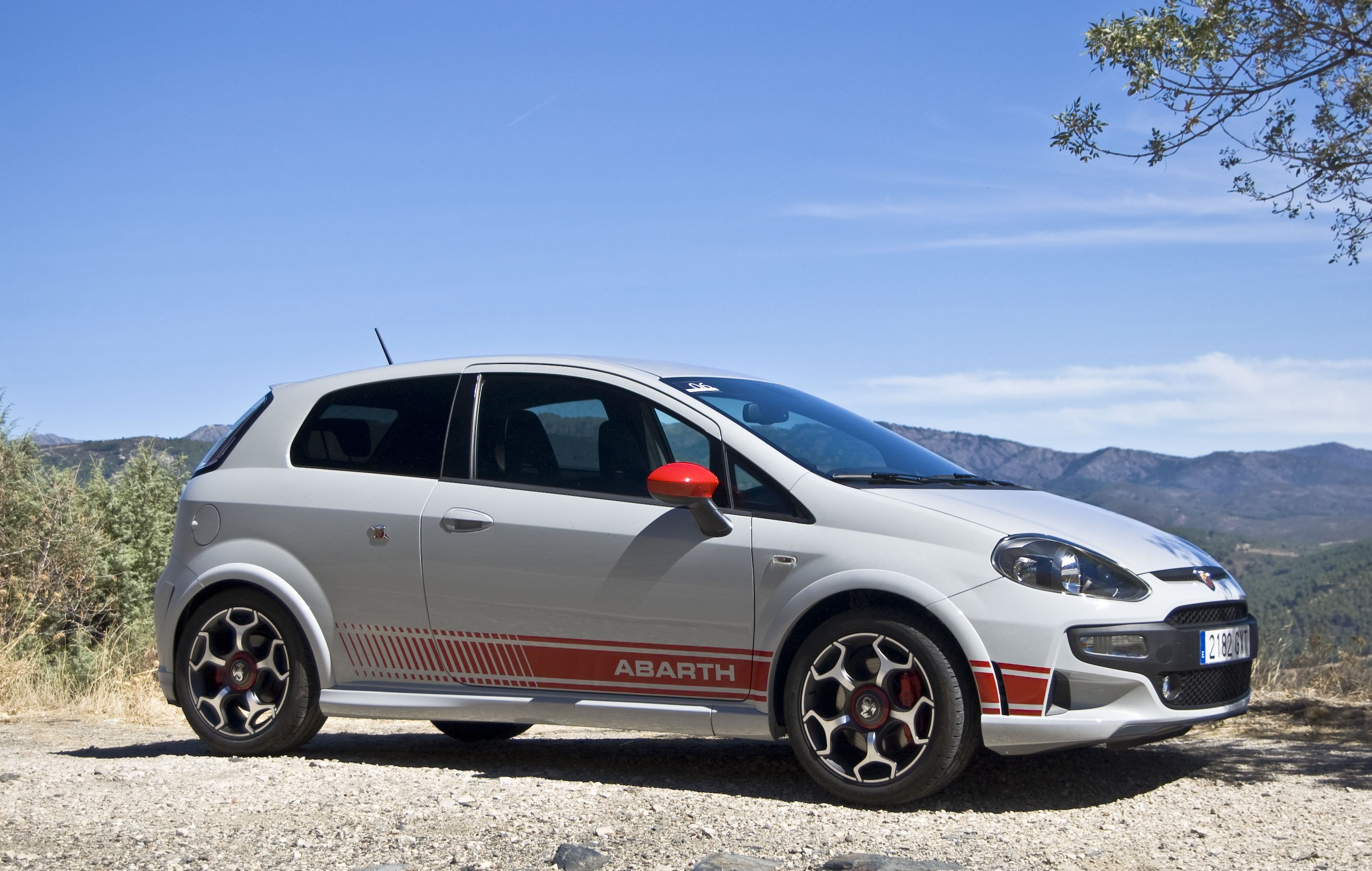
Profilo di una Abarth Punto Evo

Il posteriore della vettura mantiene sì i fanali standard FIAT, ma il paraurti è particolarmente sagomato e arricchito da un estrattore aria simile a quello delle vetture F1. Le luci retronebbia e retromarcia vengono accoppiati in centro, e sui lati al loro posto nascono due prese d'aria. Stessa cosa per il paraurti anteriore, molto più sportivo e allargato, con altre due prese d'aria sui lati. Minigonne e passaruota su questa nuova versione sono in tinta carrozzeria, come lo spoiler posteriore e quindi non più di color nero. Nuovi anche i cerchi sempre da 17”, ma con trama a "chela di Scorpione". Gli pneumatici sono sempre dei Pirelli PZero 215/45.
Nella versione esseesse la vettura è equipaggiata con cerchi da 18 e gomme 215/40.

## Motore
Il nuovo motore 1.4 (cilindrata 1368 cm³: corsa 84 mm x alesaggio 72 mm) Turbo Multiair da 165 CV raggiunti a 5.500 giri/minuto subentra al vecchio benzina 1.4 Turbo T-JET da 155 CV. La coppia max disponibile in modalità Sport è 250 Nm a 2500 giri/minuto e di 230 Nm a 2250 giri/minuto in modalità Normal. La Abarth Punto Evo arriva così a dichiarare uno 0 a 100 km/h in 7,6 secondi (contro gli 8,2 della Grande Punto Abarth) e una velocità massima di 215 km/h (contro i 208 km/h della Grande Punto Abarth). Diversi test, però rilevarono un 7,8 nello 0-100 per la Grande Punto, la stessa cosa vale oggi per la Abarth Punto Evo dove test di note riviste automobilistiche, hanno riscontrato uno 0-100 in 7,3 secondi.
Anche il cambio è diverso, ora si tratta di un cambio meccanico C635 Gearbox 6 marce, con innesti più corti.
Il Pulsante Boost viene sostituito da un manettino, situato di fronte alla leva del cambio. Azionando la modalità Sport aumenta la pressione del Turbo che varia la coppia massima, indurisce lo sterzo e sensibilizza maggiormente l'acceleratore "drive by wire" elettronico (senza collegamento meccanico) e freni.
Rimane ancora in disponibilità il kit esseesse che porta la potenza a 180 CV.

## Abarth Punto

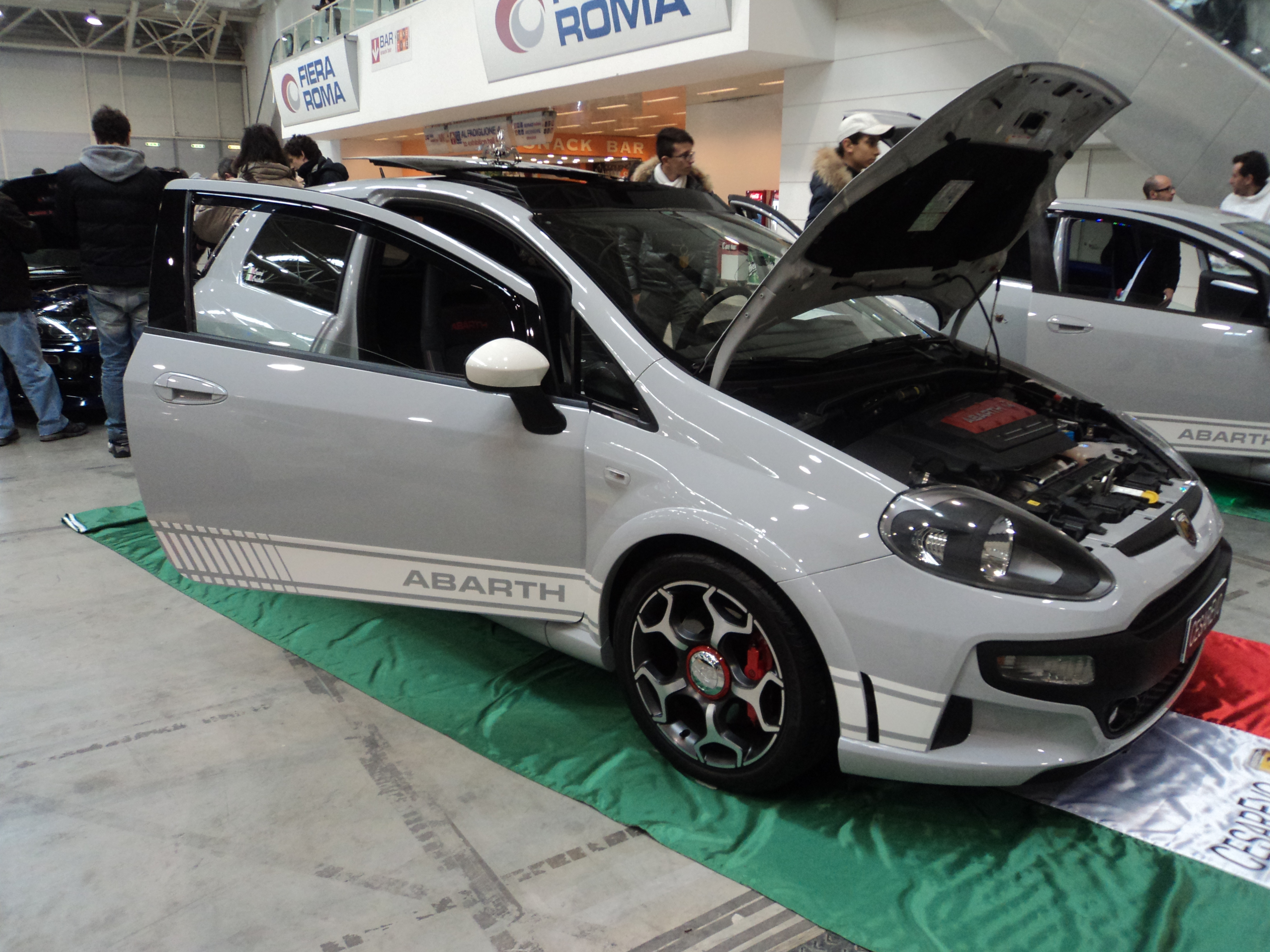
Abarth Punto del 2013

La Abarth Punto è stata presentata a Francoforte nel 2011. Da aprile 2012 ha sostituito la Abarth Punto Evo.
Se esteticamente la Abarth Punto è definibile come una Abarth Punto Evo senza prefisso "EVO", in realtà non è così, perché la Abarth Punto si presenta con una gamma diversa.
Al debutto, le versioni erano 3: Abarth Punto, la versione base, con motore da 165 CV, Abarth Punto Scorpione, serie limitata a 199 esemplari, con motore da 180 CV e la Abarth Punto Supersport sempre con motore da 180 CV. Nel 2013 esce di produzione la Abarth Punto con il motore da 165 CV, ossia la versione base.

### Il kitesseesse
Abarth rese possibile l'acquisto di un kit di elaborazione denominato esseesse, il quale doveva essere installato da un'officina autorizzata Abarth entro i primi 12 mesi di vita dell'auto. Il kit veniva consegnato tramite un'apposita cassa in legno e conteneva tutte le parti necessarie alla trasformazione dell'auto, ovvero:
- dischi anteriori e posteriori forati e flottanti
- filtro aria sportivo BMC
- ammortizzatori Koni FSD
- cerchi in lega da 18 pollici e pneumatici 215/40R18
- scarico dedicato

Il tutto accompagnato da un aggiornamento della centralina motore che porta la Punto Evo Abarth esseesse a 180 CV.

### Abarth Punto Scorpione

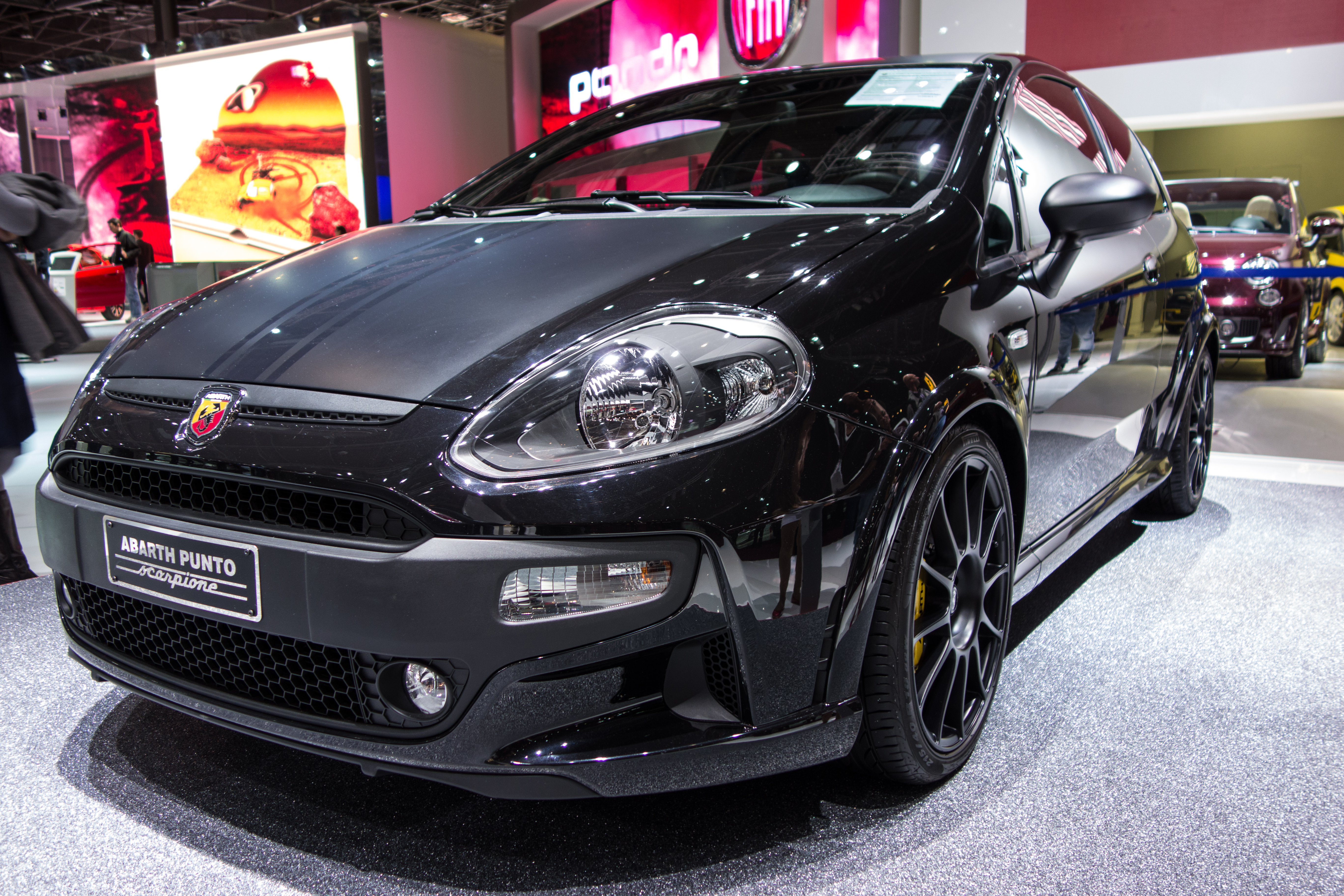
Abarth Punto Scorpione al Salone di Parigi 2012

La Abarth Punto Scorpione è una serie limitata costruita su base Supersport. Si presenta con un solo colore Nero Scorpione, una grafica speciale per tetto e cofano nero opaco. I freni anteriori sono a disco, flottanti, forati ed autoventilati, con pinze freni gialle maggiorate a quattro pistoncini, freni a disco posteriori forati, pastiglie freni ad alte prestazioni, ammortizzatori Koni con valvola FSD, molle specifiche ribassate e tubazione di scarico maggiorata. Internamente ci sono sedili "Abarth Corsa by Sabelt" in tessuto nero, con cuciture rosse e gialle, pedaliera inox con loghi Abarth, volante in pelle con cuciture rosse e gialle e strumentazione sportiva Jaeger.

### Abarth Punto Supersport

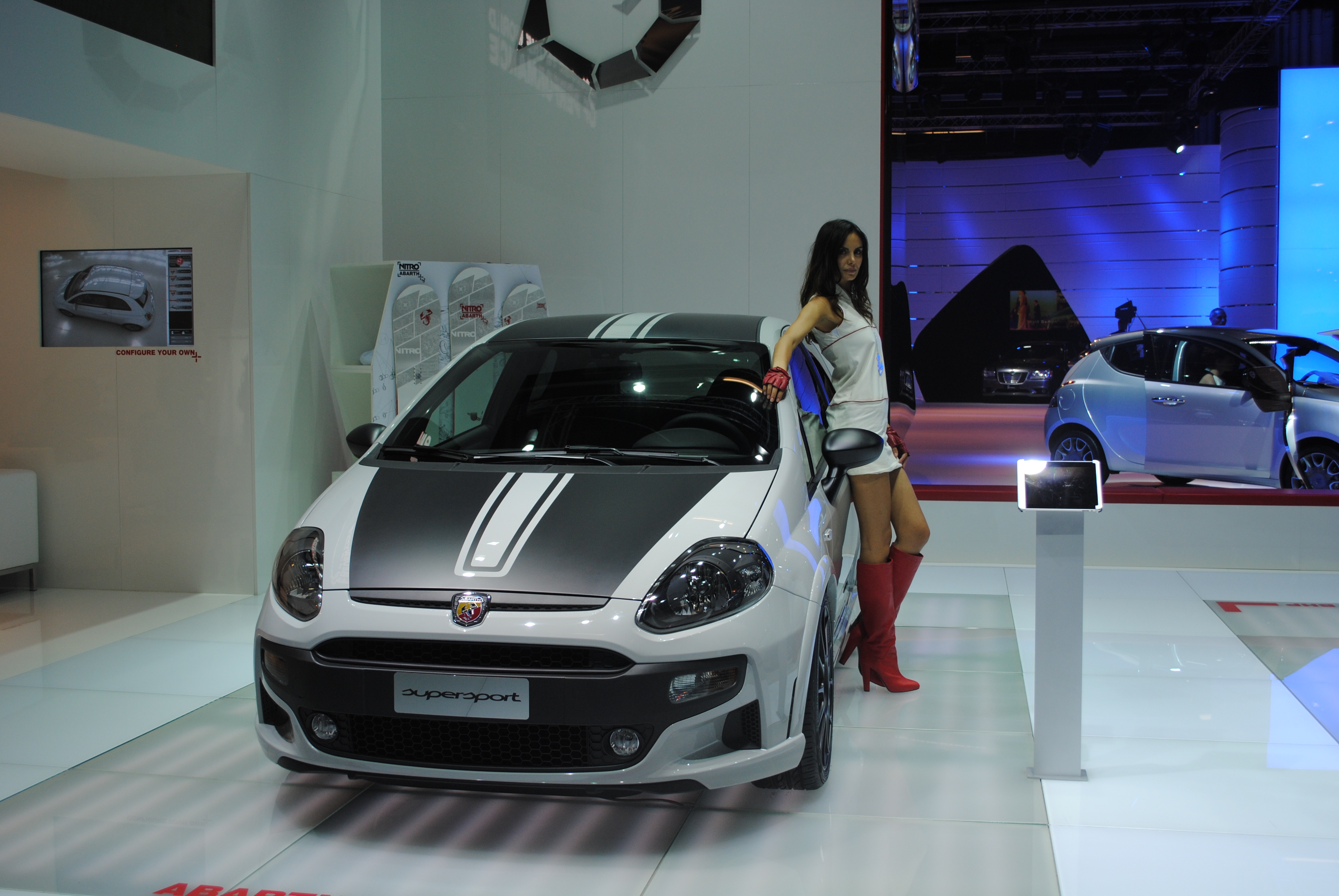
Abarth Punto Supersport al Salone di Francoforte del 2011

La Abarth Punto Supersport si presenta con un'inedita verniciatura disponibile nelle colorazioni Grigio Campovolo, Bianco, Nero Scorpione o Rosso Velocità con dettagli in nero opaco per tetto e cofano, impreziosita da una barra centrale grigia, gusci degli specchietti e i cerchi in lega di 17 pollici anch'essi in nero opaco e con la scritta Supersport sul cofano del bagagliaio e sulle minigonne. Si tratta di una derivazione di serie della Abarth Speciality Punto Scorpione e differisce per alcune personalizzazioni tecniche ed estetiche.
I dischi anteriori sono autoventilati, quelli posteriori pieni. Il motore 1.4 turbo a benzina eroga 180 CV.

### Versione indiana e brasiliana
Nel 2015 viene lanciata in India una nuova versione dell'Abarth Punto, realizzata però per il solo mercato locale con restyling completo dell'anteriore e parte del posteriore. In Brasile è invece realizzata su pianale della Punto 188, con carrozzeria della Grande Punto e lo stesso allestimento completo dell'Abarth Punto Evo italiana, distinguendosi tuttavia per alcuni accessori interni inediti come bracciolo posteriore, pulsantiera per il tetto apribile differente, luci interne di colore bianco, cappelliera differente, frecce laterali abolite, tappo serbatoio più moderno simile a quello della Lancia Delta, check lancette all'avvio e un motore 1.8 benzina, non disponibile in Italia. 

## Motorizzazioni
| Modello                                   | Disponibilità    | Motore  | Cilindrata (cm³) | Potenza kW (CV) | Coppia massima (N·m) | Emissioni CO2 (g/km) | 0–100 km/h (secondi) | Velocità max (km/h) | Consumo medio (km/l) |
| ----------------------------------------- | ---------------- | ------- | ---------------- | --------------- | -------------------- | -------------------- | -------------------- | ------------------- | -------------------- |
| 1.4 16V Turbo Multiair                    | dal 2010 al 2013 | Benzina | 1368             | 121 (165)       | 250                  | 142                  | 7,9                  | 213                 | 16,3                 |
| 1.4 16V Turbo Multiair esseesse Scorpione | dal 2012         | Benzina | 1368             | 133 (180)       | 270                  | 142                  | 7,5                  | 216                 | 16,1                 |
| 1.4 16V Turbo Multiair esseesse           | da ottobre 2010  | Benzina | 1368             | 132 (179)       | 270                  | 142                  | 7,5                  | 216                 | 16,1                 |